# Distretto di Vilejka
Il distretto di Vilejka (in bielorusso Вілейскі раён?) è un distretto (raën) della Bielorussia appartenente alla regione di Minsk.